# Cene Kitek
Cene Kitek (* 9. April 2000 in Slovenj Gradec) ist ein slowenischer Fußballspieler.

## Karriere

### Verein
Kitek begann seine Karriere beim NK Dravograd. Zur Saison 2015/16 wechselte er zum NK Bravo. Zur Saison 2018/19 schloss er sich dem NK Rudar Velenje an. In Velenje debütierte er im September 2018 auch bei den Profis in der 1. SNL. Insgesamt absolvierte er 14 Partien in der höchsten slowenischen Spielklasse, ehe er mit Rudar am Ende der Saison 2019/20 aus der ersten Liga abstieg. Nach dem Abstieg kehrte er zur Saison 2020/21 zum Drittligisten Dravograd zurück, für den er fünf Partien machte.
Im Januar 2021 schloss Kitek sich dem Zweitligisten NK Šmartno an. Für Šmartno spielte er viermal in der 2. SNL, aus der er mit dem Team aber abstieg. Der Mittelfeldspieler blieb der Liga aber erhalten und wechselte zur Saison 2021/22 zum NK Fužinar. Dort kam er 20 Mal zum Einsatz. Zur Saison 2022/23 wechselte er zum österreichischen Regionalligisten TuS Bad Gleichenberg.

### Nationalmannschaft
Kitek absolvierte im Juni 2018 ein Spiel im slowenischen U-19-Team.